# 扁轴木
扁轴木（学名：Parkinsonia aculeata）是豆科扁轴木属的植物。分布于世界热带以及中国大陆的海南等地，目前已由人工引种栽培。

## 别名
巴金生豆（中国种子植物科属辞典）